# Anartia semifusca
Anartia semifusca är en fjärilsart som beskrevs av Munroe 1942. Anartia semifusca ingår i släktet Anartia och familjen praktfjärilar. Inga underarter finns listade i Catalogue of Life.